# Ayaz Kale
Koordinaten: 42° 0′ 35″ N, 61° 1′ 38″ O

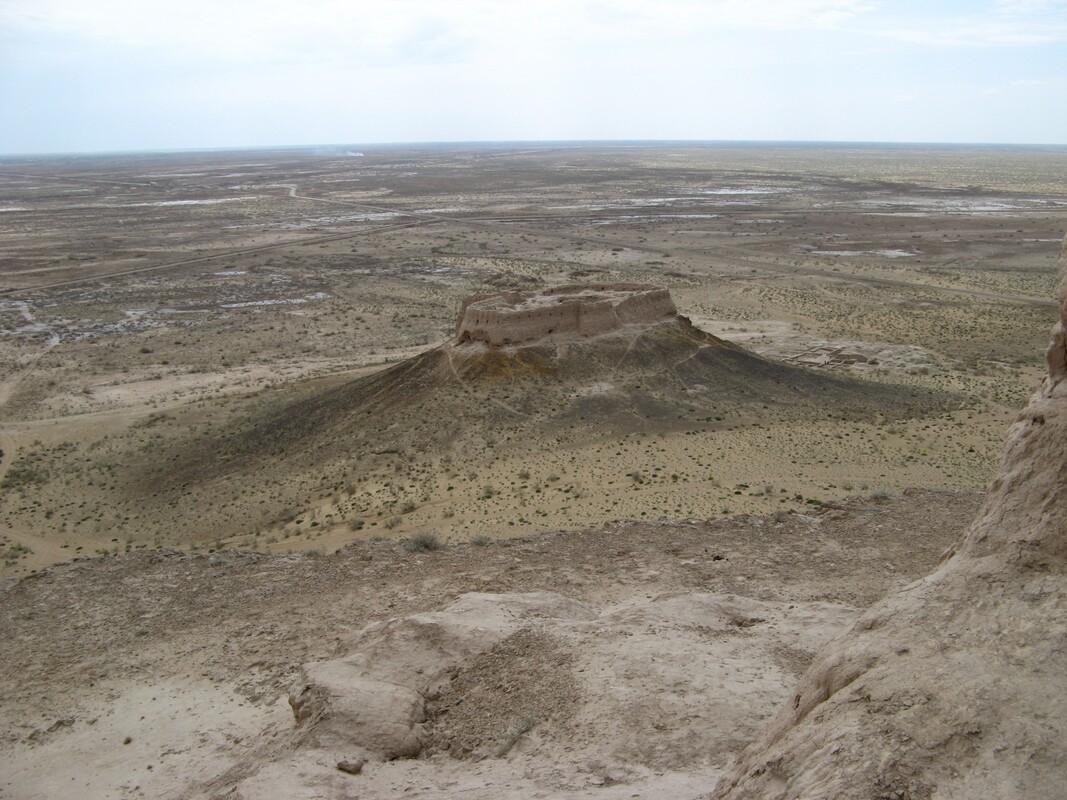
Die Mittlere der drei Festungen

Ayaz Kale (auch Ayaz-Kala oder Ayaz-Qala) in Usbekistan, ist eine Gruppe von Lehmfestungen in Choresm. Sie datieren in die Jahrhunderte kurz nach Christi Geburt.
Die Anlage befindet sich am Rande der Wüste Kysylkum etwa 70 km von Urgench entfernt und besteht aus drei Festungen; eine untere, mittlere und obere Festung. Die mittlere und obere Festung befinden sich auf natürlichen Anhebungen. Erbaut wurden sie zwischen dem 4. Jahrhundert v. Chr. und dem 7. Jahrhundert n. Chr., wobei die obere Festung die älteste ist. Sie dienten dem Schutz der lokalen Bevölkerung vor Überfällen von Nomaden. Damals befand sich eine Oase in ihrer unmittelbaren Nähe. Seit etwa 1300 Jahren sind die Festungen unbewohnt. In den 1940er Jahren wurden sie vom Archäologen Sergei Pawlowitsch Tolstow wiederentdeckt und freigelegt.
Laut dem World Monuments Fund sind die ausgegrabenen Bauwerke bedroht durch Erosion und den stark angestiegenen Tourismus.

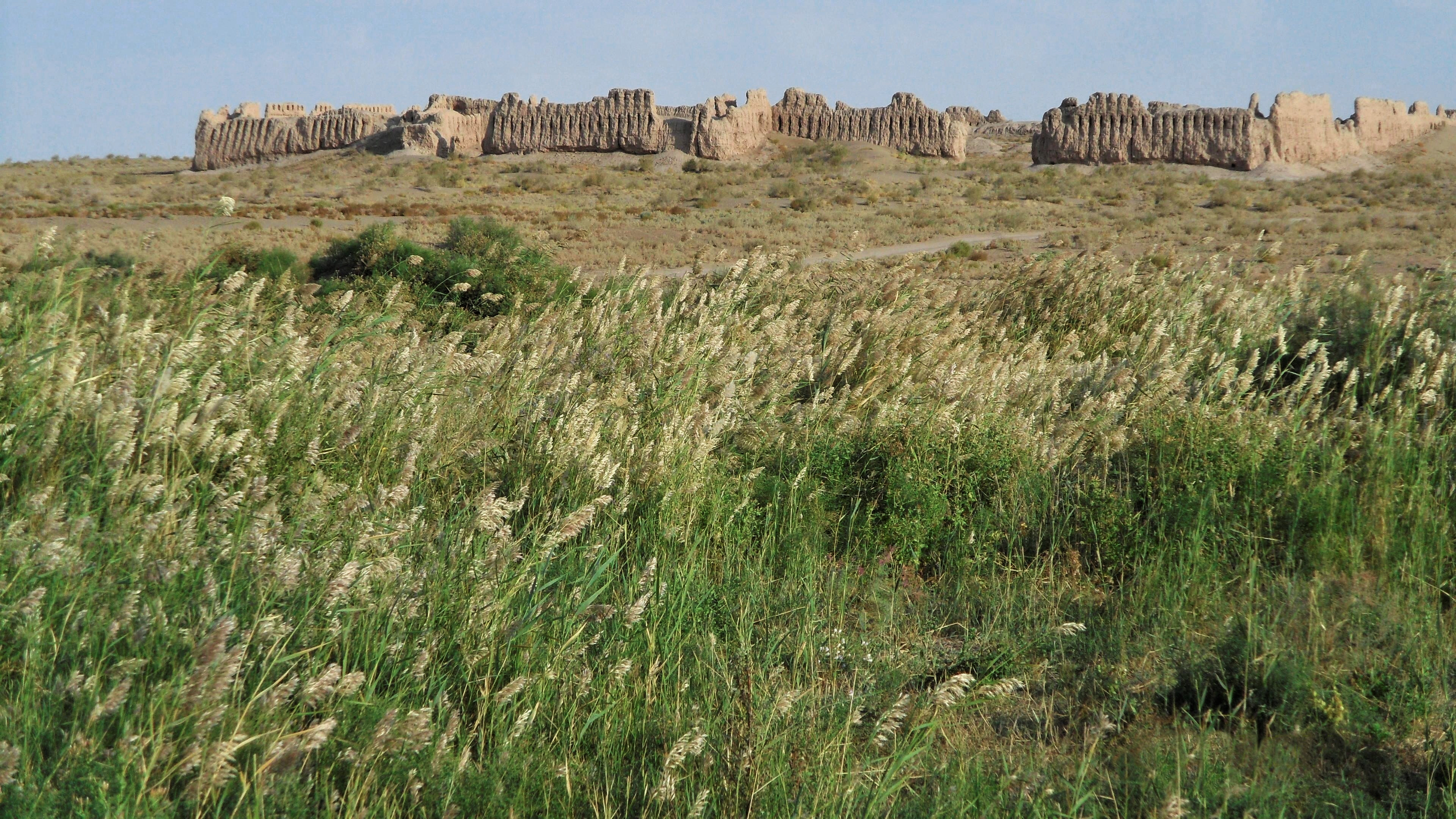
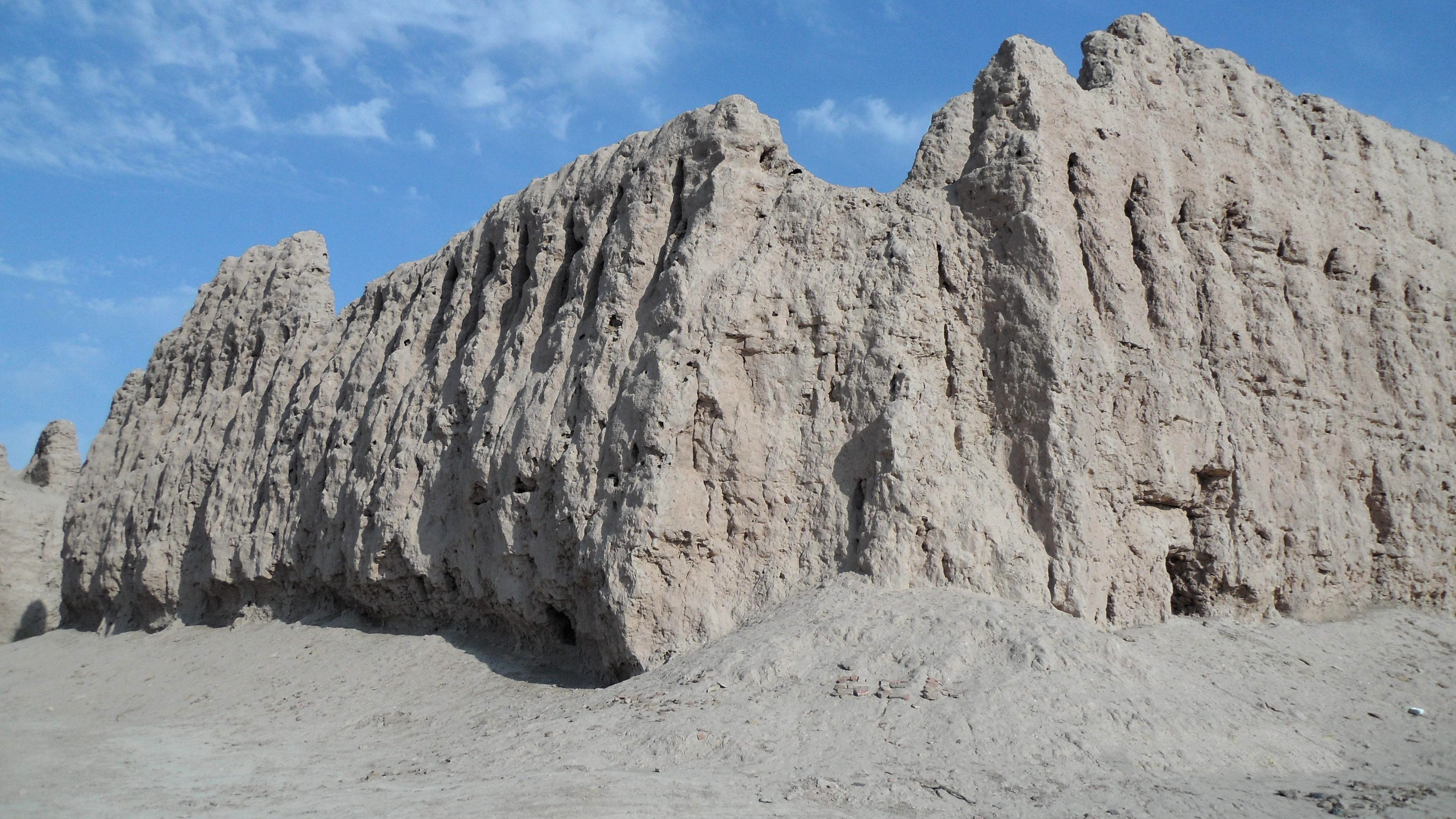
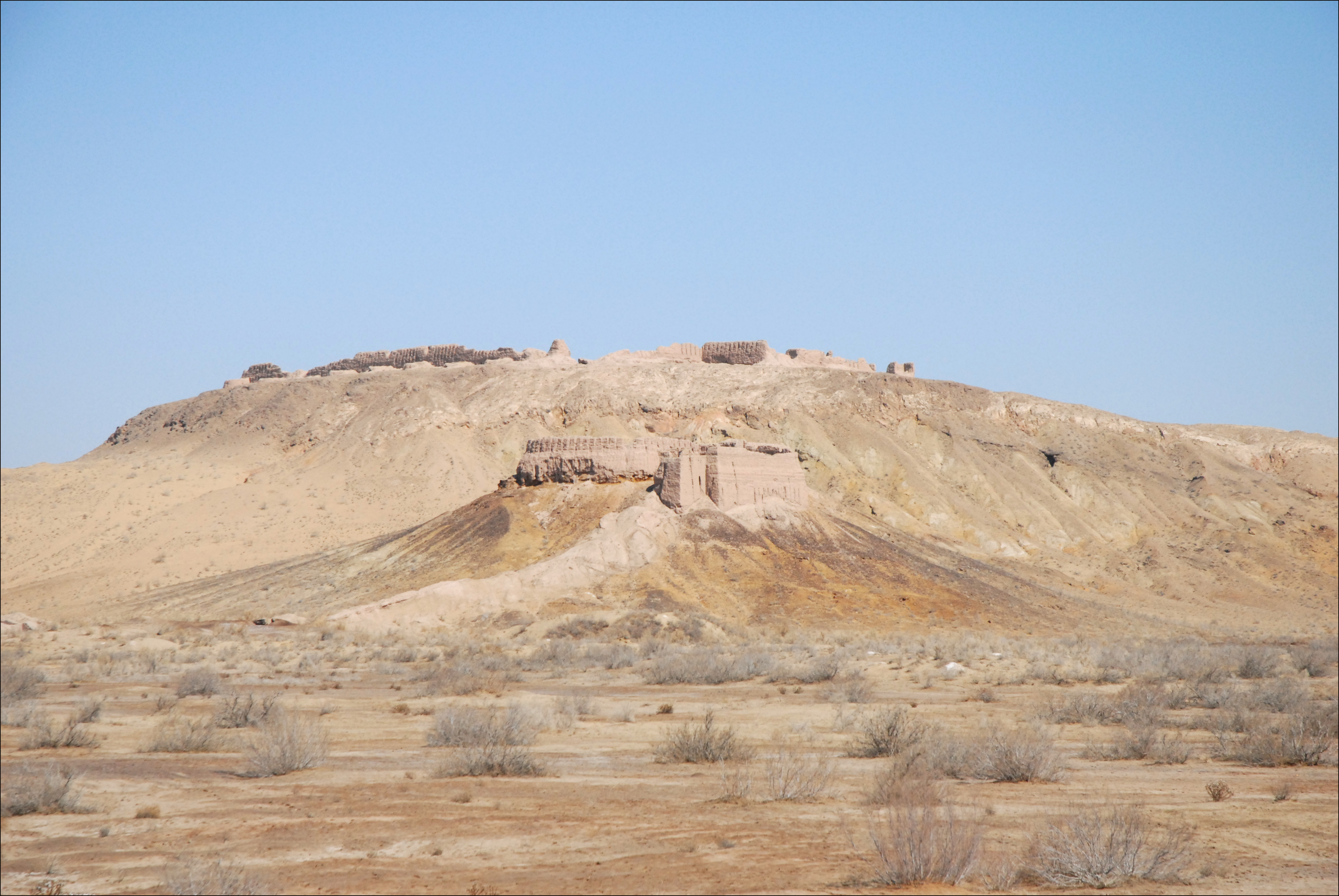
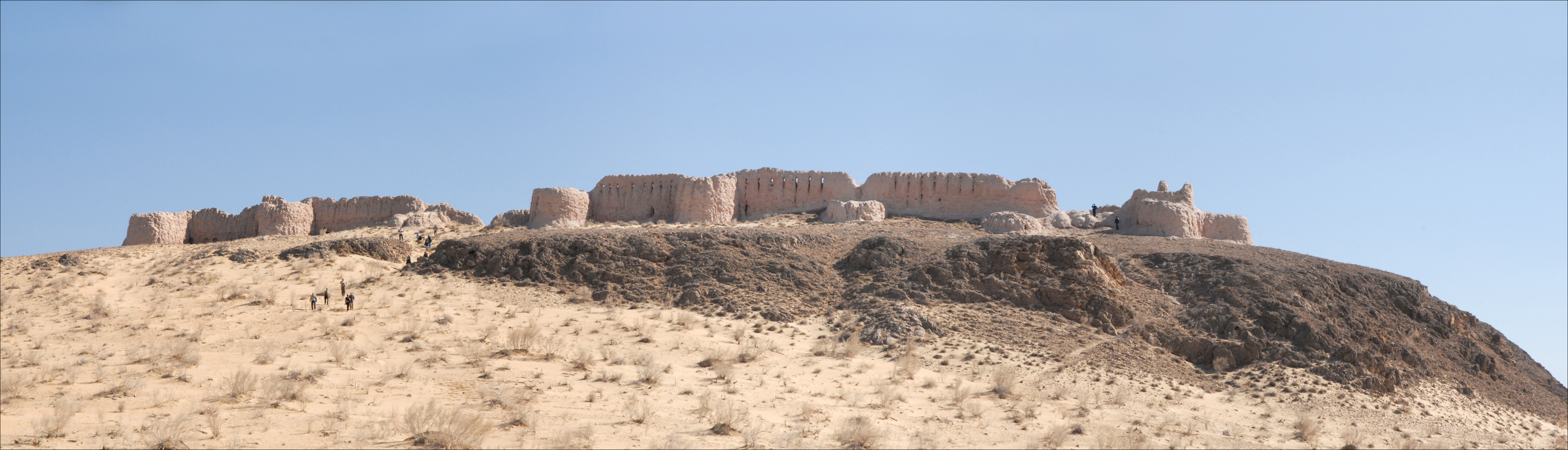